# 치앙마이 FC
치앙마이 FC(태국어: สโมสรฟุตบอลจังหวัดเชียงใหม่)는 치앙마이주를 연고로 하는 태국의 축구단이다. 현재 타이 리그 3에 참가하고 있다.

## 우승
- 태국 지역리그 북부: 3

2010, 2012, 2013

## 선수 명단

### 현역
- 자카판 폰사이(2023 ~ 2024)
- 유병수(2023 ~ 2024)
- 차릴 샵뿌이(2023 ~ 2024)

## 역대 감독
| 감독            | 임기 |
| --------------- | ---- |
| 미우라 야스토시 | 2015 |